# Домиция Паулина
Доми́ция Паули́на (лат. Domitia Paulina; умерла около 85/86 года, Рим, Римская империя) — мать римского императора Адриана.

## Биография
Паулина происходила из уважаемого испанского сенаторского рода; её родиной был испанский город Гадес. О биографии Паулины известно мало подробностей.
Паулина была замужем за претором испанского происхождения Публием Элием Адрианом Афром, являвшимся двоюродным братом по материнской линии ставшего позднее римским императором Траяна (ведь мать претора Публия Элия Адриана Афра, Ульпия, приходилась родной тётей Траяну). В этом браке родилось двое детей: дочь, Элия Домиция Паулина, и сын, ставший следующим после Траяна императором под именем Адриан. Около 85/86 года Паулина скончалась по неизвестным причинам ещё до смерти своего супруга. После смерти Афра их совместные дети находились под опекой Траяна и могущественного временщика последнего, Публия Ацилия Аттиана.

## Примечание
1. 1 2 3  https://remacle.org/bloodwolf/historiens/histaug/hadrien.htm
2. ↑  Corpus Inscriptionum Latinarum 11, 7248, L'Année épigraphique (AE). — 1903. — № 325.